# Lespinassière
Lespinassière – miejscowość i gmina we Francji, w regionie Oksytania, w departamencie Aude. W miejscowości swoje źródła ma rzeka Argent-Double.
Według danych na rok 1990 gminę zamieszkiwało 105 osób, a gęstość zaludnienia wynosiła 6 osób/km² (wśród 1545 gmin Langwedocji-Roussillon Lespinassière plasuje się na 797. miejscu pod względem liczby ludności, natomiast pod względem powierzchni na miejscu 448.).